# Herb gminy Kolno (powiat kolneński)
Herb gminy Kolno – jeden z symboli gminy Kolno, ustanowiony 29 maja 2008.

## Wygląd i symbolika
Herb przedstawia na tarczy w polu czerwonym na wzgórzu zielonym złoty częstokół z wieżą bramną. Jest to tzw. herb mówiący, nawiązujący do pochodzenia nazwy gminy (słowo kol', oznaczało kół (pal) i miejsce na wzgórzu otoczone palisadą) oraz do historii gminy.